# Gárdony
Gárdony – miasto na Węgrzech, w komitacie Fejér, siedziba władz powiatu Gárdony.
Leży nad jeziorem Velence. Jest to popularny letni kurort i uzdrowisko. Przebiega tędy droga krajowa nr 7.

## Bibliografia

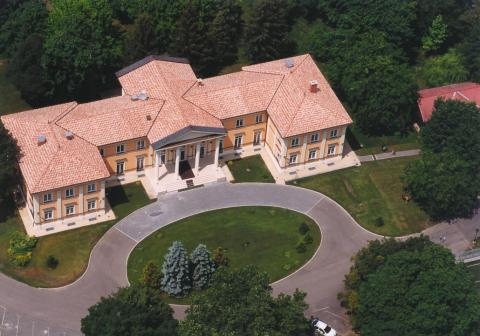
Pałac - zdjęcie z lotu ptaka

## Miasta partnerskie
- Halikko, Finlandia
- Postbauer-Heng, Niemcy
- Stroud, Wielka Brytania
- Żary, Polska